# Ostheim
Ostheim vor der Rhön là một town situated in Bayern (although historically part of Thuringia), ở huyện Rhön-Grabfeld.	